# Arne Lamberth
Sven Arne Leonard Lamberth född 13 oktober 1926 i Högby församling, Östergötlands län, död 21 november 1977 i Hjärnarps församling, Kristianstads län, var en svensk trumpetare och orkesterledare.

## Biografi

### Tidiga år
Lamberth växte upp i Mjölby och hans farfar var kyrkoorganist, fadern var organist, modern sångerska och hans syster Daga Lamberth sångerska och brodern Dag Lamberth kompositör. Detta ledde till att han gjorde debut som åttaåring i Mjölby kyrka, då på fiol. Dock var det trumpeten han visade sig ha mest fallenhet för, och Lamberth började sin riktiga karriär 1942 som militärmusiker i Strängnäs. Han spelade fiol, oboe och trumpet.

### Karriär i Danmark
Lamberth var 1946–1968 bosatt i Danmark. Drygt 20 år gammal fick han kontrakt på dansrestaurangen Valencia i Köpenhamn. Kontraktet varade bara i tre månader. Efter det arbetade han vid Danmarks Radio som solist på trumpet (från 1951) i Danmarks Radios underhållningsorkester men även som dirigent och arrangör. 
I mitten av 1950-talet hade han en jättehit med låten "Gelsomina", ledmotivet i den italienska filmen La Strada.
I Sverige skrev han i slutet av 1950-talet kontrakt med skivbolaget Joker och fick flera hits på topplistorna. Allra störst blev "Russian Folk Song", den ryska folkvisan "Однозвучно гремит колокольчик" ("Odnozvutjno gremit kolokol'tjik", Entonigt ringer den lilla klockan), som låg inte mindre än nio månader på branschtidningen Show Business försäljningslista (1/1-15/10 1960) varav 17 veckor (15/2-1/6) på första plats. Det var den mest sålda skivan i Sverige 1960, enligt Show Business. Andra framgångar var "Blås trumpetare, blås" tillsammans med sångerskan Birgitta Bäck, "En natt i Moskva", "O, mein Papa", och "Nana". Under 1950-talet rankade Expressen Lamberth som lika populär som Elvis Presley.

### Tillbaka till Sverige
Efter 22 år i Danmark flyttade han med familjen i slutet av 1960-talet till Hjärnarp där familjen hade sommarhus. Tillbaka i Sverige framträdde han som musiker, framförallt i kyrkor, men han var även musiklärare på Kungsgårdsskolan i Ängelholm. Under denna tid gjorde han även ett försök att vara fårfarmare. Arne Lamberth avled 1977 och han begravdes på Hjärnarps kyrkogård.

## Diskografi
- 1958 – A trumpet in love.
- 1968 – Natt i Moskva.
- 1969 – Psalmer och andliga sånger.
- 1970 – Arne Lamberth.
- 1971 – Kyrkokonsert med Arne Lamberth.
- 1972 – Våra käraste psalmer.
- 1973 – Våra käraste psalmer 2.
- 1975 – Jorden runt på 30 minuter.
- 1976 – Kyrkokonsert/2.